# Totte (litterär figur)
Totte är en figur i en serie barnböcker skrivna av Gunilla Wolde.
Böckerna om Totte handlar om en liten pojke som upptäcker hur saker i vardagen fungerar och hur allt går till. Han upptäcker t.ex. hur man städar eller hur man klär på sig. Figuren skapades 1968 därför att Gunilla Wolde ansåg att det saknades barnböcker som kunde förklara för barn hur man till exempel skulle klä på sig. Gunilla Wolde som var tecknare löste detta problem med att själv börja skapa sådana barnböcker. Han debuterade 1969 i böckerna Totte går ut och Totte badar.
Hon började hösten 1968 med att i sällskap av sin son som då var ett litet barn rita en figur. Hon lät sonen göra förslag på vad figuren skulle göra och ritade sedan situationen efter vad sonen hade berättat. Totte var sonens namnförslag. Wolde lämnade in dessa teckningar till ett förlag som först tyckte att teckningarna var lite för mycket av karikatyr och att text saknades. En lätt omgjord variant där lite text hade lagts in började sedan tryckas och därefter har flera böcker om Totte utgivits.

## I populärkulturen
I juni 2004, i samband med att fotbollsspelaren Francesco Totti under herrarnas Europamästerskap som spelades i Portugal, spottat mot Christian Poulsen under matchen Italien–Danmark, publicerades en parodi av Lasse Anrell i Sportbladet vid namn "Dagen då lille Totte upplevde en kris på fotbollsplan".

### Fotnoter
1. ↑  Anders Silvergren Blåder (16 april 2015). ”Barnboksförfattaren Gunilla Wolde är död”. Sveriges Television. http://www.svt.se/kultur/bok/barnboksforfattaren-gunilla-wolde-ar-dod. Läst 3 december 2015.
2. ↑  Lotta Olsson (17 april 2015). ”Gunilla Wolde skrev det lilla barnets vardag”. Dagens nyheter. http://www.dn.se/dnbok/gunilla-wolde-skrev-det-lilla-barnets-vardag/. Läst 3 december 2015.
3. ↑  Lasse Anrell (20 juni 2004). ”Dagen då lille Totte upplevde en kris på fotbollsplan” (på svenska). Sportbladet. https://www.aftonbladet.se/sportbladet/a/Ql7bR4/dagen-da-lille-totte-upplevde-en-kris-pa-fotbollsplan. Läst 7 februari 2025.